# جانی آتاناسوف
جانی آتاناسوف ( مقدونی: Јани Атанасов، زاده ۳۱ اکتبر ۱۹۹۹)، فوتبالیست حرفه ای مقدونی است که به عنوان هافبک برای بورسااسپور توپ می زند. 

## دوران حرفه ای
در تاریخ ۵ ژوئن ۲۰۱۸، آتاناسف پس از اولین فصل درخشان با آکادمیا پاندف در لیگ دسته اول فوتبال مقدونیه، به بورسااسپور پیوست.  او نخستین بازی حرفه ای خود برای این باشگاه را در تاریخ ۱۱ آگوست ۲۰۱۸ و برابر فنرباغچه در سوپر لیگ فوتبال ترکیه انجام داد. این بازی با نتیجه دو بر یک به سود فنرباغچه به پایان رسید. 